# Dmitrij Kiriłłow
Dmitrij Kiriłłow (ros. Дмитрий Кириллов, ur. 24 listopada 1978 w Petersburgu) – rosyjski bokser, były zawodowy mistrz świata organizacji IBF w kategorii junior koguciej (do 115 funtów).
Zawodową karierę rozpoczął w 1998 roku. Pierwszej porażki doznał w swojej 21 walce, ze Spendem Abazim o tytuł zawodowego mistrza Europy w kategorii koguciej. 3 stycznia 2004 roku przegrał na punkty z Masamori Tokuyamą w walce o tytuł mistrza świata organizacji WBC w kategorii junior koguciej.
10 września 2005 roku wygrał decyzją większości z Reynaldo Lopezem w walce eliminacyjnej IBF. Kiryłow dwukrotnie leżał na deskach, a wielu komentatorów uznało rezultat pojedynku za kontrowersyjny. 6 maja 2006 roku przegrał niejednogłośną decyzją na punkty w pojedynku mistrzowskim IBF z Luisem Alberto Pérezem.
W następnej walce, 13 października 2007 roku, zmierzył się z Amerykaninem Jose Navarro. Stawką pojedynku był wakujący tytuł mistrza świata IBF, porzucony przez Péreza. Rosjanin wygrał walkę na punkty i zdobył pas mistrzowski.
28 lutego 2008 roku, w pierwszej obronie swojego tytułu, zaledwie zremisował z Meksykaninem Cecilio Santosem. Tytuł stracił w następnej walce, przegrywając przez nokaut w piątej rundzie z Wachtangiem Darczinjanem.